# Удо Пастьорс
Удо Міхаель Вільгельм Пастьорс (нім. Udo Michael Wilhelm Pastörs; * 24 серпня 1952, Вегберг) — німецький політик, лідер NPDi голова фракції партії в парламенті ландтагу Мекленбурга.

## Біографія
Удо купець, ювелір і годинникар. В юності жив у Бад-Цвішенані що в Нижній Саксонії, а з 1991 року переїхав до Любтена, де він працює в магазині годинників та ювелірних прикрас. У 90-х роках приєднався до Національно-демократичної партії Німеччини (NPD). Він проводив навчання німецьких націоналістів, також допомагав в організації зустрічей і конференцій. Перебував на посаді віце-президента регіонального відділення NDP.
На місцевих виборах у Мекленбург-Передня Померанія 2006 року очолював список NDP, на той час керівник місцевої партії Стефан Костер перебував під слідством. Після отримання мандату став головою фракції націоналістів у державному парламенті. Під час з'їзду партії 4 квітня 2009 року виступав проти Удо Фойгта як кандидата на голову фракції. Був переобраний одним із трьох віце-президентів у 2014 році.
Бере участь у соціальних ініціативах у місті Любтені.